# Pistaccio Metallic
Pistaccio Metallic peti je studijski album hrvatskog sastava TBF objavljen 2011. godine. Album je najavljen krajem svibnja singlom "Mater".

## Promjene
Za razliku od prošlih albuma, izdavač ovoga je Dallas Records. Na ovom albumu svira novi bubnjar Janko Novoselić. Po prvi put, TBF je snimao izvan Splita u Novom Mestu u Sloveniji u studiju RSL. Također, prvi put su sami producirali album u potpunosti.

## Popis pjesama
1. Tragični junak
2. San
3. Spin doktor
4. Uvik kontra
5. Mater
6. Grad spava
7. Vrag
8. Dalmatino
9. Veseljko
10. Pozitivan stav
11. Uspavanka